# Danball senki W
Danball senki W (ダンボール戦機W?, Danbōru senki daburu, lett. "Le macchine da guerra del cartone - Doppio") è un videogioco di genere action RPG per console portatili del 2012, prodotto dalla casa giapponese Level-5, séguito del videogioco Danball senki, da cui era stato tratto l'anime conosciuto nella traduzione italiana come Little Battlers eXperience. Il gioco è stato seguìto dal terzo e ultimo, Danball senki wars.
Dal secondo videogioco sono stati tratti un manga di Hideaki Fujii, pubblicato da Shogakukan sulla rivista CoroCoro Comic fra il 2012 e il 2013, e un anime di 58 episodi, prodotto da Oriental Light and Magic e trasmesso da TV Tokyo sempre fra il 2012 e il 2013. Entrambi sono iniziati prima dell'uscita del videogioco. Nel 2012 è stato distribuito anche Gekijōban Inazuma Eleven GO vs Danball senki W, un film d'animazione crossover tra Danball senki W e Inazuma Eleven GO.
Dal 3 ottobre 2015, l'anime è stato trasmesso su K2 ogni sabato e domenica, con il titolo di Little Battlers eXperience, venendo tuttavia interrotto all'episodio 25 (saltando il numero 9).

## Trama
Nel 2051 è tornata la pace e Van Yamano è un famoso campione di LBX, ma la pace è interrotta da una nuova organizzazione terroristica detta Detector. L'LBX Odin di Van viene distrutto e Amy e Kazuya vengono rapiti. Van cerca di combattere i Supremi insieme ad una ragazza esperta nel karate, Ran Hanasaki, e ad un fanatico delle sale giochi, Hiro Ōzora (Hiro Hughes). Viaggiando verso N-City (Nシティ?, Enu Shiti), città della A-kuni (A国? "Nazione A"), cioè il continente americano, per aiutare i NICS (Neo International Cosmic Section, l'istituzione del governo della A-kuni per la sicurezza informatica), incontrano tre nuovi alleati Justin Kaido, Nils Ritcher e Jessica Kaios.

## Personaggi
In questo videogioco hanno un ruolo importante anche i personaggi principali del primo, ma vengono introdotti vari nuovi personaggi, di cui i principali sono i seguenti:
Hiro Ozora, nome originale Hiro Ōzora (大空 ヒロ?, Ōzora Hiro)
Doppiato in giapponese da Hiro Shimono e Megumi Satō (da bambino), in italiano da Federico Bebi.
Ran Hanasaki, nome originale Ran Hanasaki (花咲 ラン?, Hanasaki Ran)
Doppiata in giapponese da Kana Hanazawa e in italiano da Eleonora Reti.
Cobra (コブラ?, Kobura)
Doppiato in giapponese da  e in italiano da Marco Vivio.
Jessica Kaios (ジェシカ・カイオス?, Jeshika Kaiosu)
Doppiata da Eri Kitamura e in italiano da Eva Padoan
Asuka Kojō (古城 アスカ?, Kojō Asuka)
Doppiata da Ryōko Shiraishi e in italiano da Patrizia Mottola
I Supremi, nome originale Detector (ディテクター?, Detekutā)
Organizzazione terroristica e principale antagonista della seconda serie.

## Versioni e distribuzione
Esistono tre versioni del gioco:
- Danball senki W per PlayStation Portable, pubblicata il 18 ottobre 2012;
- Danball senki W per PlayStation Vita, pubblicata anch'essa il 18 ottobre 2012;
- Danball senki W super custom (ダンボール戦機W 超カスタム?, Danbōru senki daburu sūpā kasutamu, lett. "Le macchine da guerra del cartone - Doppio - Super personalizzato"[nota 4]) per Nintendo 3DS, pubblicata il 18 luglio 2013.[1]

Nella versione per PlayStation Vita si possono ottenere, raggiungendo degli obiettivi nel gioco, dei "trofei" inclusi nella lista dei trofei della console, simile alla "Bacheca dei trofei" della PlayStation 3.
Nella versione Super custom sono presenti alcune differenze:
- il capitolo relativo al personaggio di Mizel, che nelle altre versioni si otteneva tramite aggiornamento, qui è già incluso nel gioco;
- i tre LBX principali del terzo videogioco (Dot Phasor, Val Sparos e Orvane) sono aggiunti alla lista di LBX;
- vengono aggiunte nuove informazioni nell'"enciclopedia degli LBX".

## Sigle
La sigla iniziale del gioco è Legend (レジェンド?, Rejendo) dei Little Blue boX; quella finale è Tomodachi (ともだち? lett. "Amici") di Hiroki Maekawa.

## Opere derivate

### Manga
Una serie manga di Hideaki Fujii intitolata Danball senki W è stata pubblicata sulla rivista CoroCoro Comic di Shogakukan dal 14 gennaio 2012 (numero di febbraio) al 15 febbraio 2013 (numero di marzo). Questo manga e la serie precedente, Danball senki, tratta dall'omonimo primo videogioco, sono stati raccolti in tankōbon come un'unica serie di 6 volumi, dal titolo Danball senki, pubblicata dal 28 giugno 2011 al 28 marzo 2013. La serie pubblicata su rivista come Danball senki W è stata raccolta nei volumi a partire dal quarto, che sono i seguenti:
| Nº | Titolo (traslitterazione ufficiale) Giapponese 「Kanji」 - Rōmaji | Data di prima pubblicazione             | Data di prima pubblicazione |
| Nº | Titolo (traslitterazione ufficiale) Giapponese 「Kanji」 - Rōmaji | Giapponese                              |                             |
| 4  | Danball senki 4 「ダンボール戦機 4」 - Danbōru senki 4            | 27 luglio 2012 ISBN 978-4-09-141489-2   |                             |
| 5  | Danball senki 5 「ダンボール戦機 5」 - Danbōru senki 5            | 28 novembre 2012 ISBN 978-4-09-141530-1 |                             |
| 6  | Danball senki 6 「ダンボール戦機 6」 - Danbōru senki 6            | 28 marzo 2013 ISBN 978-4-09-141628-5    |                             |

### Anime
La serie anime, ispirata al videogioco e con il suo stesso titolo, è stata prodotta da OLM per la regia di Naohito Takahashi e mandata in onda da TV Tokyo dal 18 gennaio 2012 al 20 marzo 2013 per un totale di 58 episodi. Il giorno dopo la trasmissione gli episodi venivano pubblicati anche per lo streaming su internet.
La serie è stata doppiata in italiano, con il titolo Little Battlers eXperience, e trasmessa in Italia su K2 dal 3 ottobre al 27 dicembre 2015, interrompendosi all'episodio 25.
I doppiatori dei personaggi già comparsi sono gli stessi della serie precedente, Little Battlers eXperience. Sono stati mantenuti la sigla della serie precedente cantata dai Raggi Fotonici ma con le immagini della prima sigla di apertura originale (Brave Hero). I nomi dei personaggi già comparsi della serie precedente sono mantenuti modificati, mentre quelli di questa serie sono stati lasciati con i nomi originali. Per quanto riguarda i nomi degli LBX alcuni sono stati modificati altri sono rimaste in originali, mentre i nomi delle Modalità di attacco speciali hanno ricevuto i nomi in italiano.

#### Sigle
Sigle di apertura
1. BRAVE HERO dei Little Blue boX, episodi 1-16;
2. Sanmi ittai (三位一体? lett. "Trinità") dei Little Blue boX, episodi 17-34 (è anche la sigla iniziale della versione Baku boost del primo videogioco);
3. 2 Spirits (2スピリッツ?, 2 Supurittsu) dei Little Blue boX, episodi 35-45 (con immagini in parte diverse negli ultimi tre);
4. Telepathy (テレパシー?, Terepashī) dei Little Blue boX, episodi 46-58.

Sigle di chiusura
1. Do Wak Parappa (Do Wak パラッパ?) di Hiroki Maekawa, episodi 1-16;
2. Me o tojite (目を閉じて…? lett. "Chiudendo gli occhi") di Hiroki Maekawa, episodi 17-34 e 58;
3. Uware kawatte mo boku de iiyo (生まれ変わっても僕でいいよ? lett. "Anche se sono rinato voglio ancora essere me") di Hiroki Maekawa, episodi 35-45;
4. Chikyū no kizuna (地球の絆? lett. "I legami della Terra") dei Dream5, episodi 46-57.

#### Film
Il film d'animazione Gekijōban Inazuma Eleven GO vs Danball senki W (劇場版イナズマイレブンGO vs ダンボール戦機W?, Gekijōban Inazuma Irebun Gō buiesu Danbōru senki daburu, lett. "Inazuma Eleven GO contro Danball senki W - Il film"), uscito in Giappone il 1º dicembre 2012, è un crossover tra Danball senki W e Inazuma Eleven GO, con alcuni personaggi di Inazuma Eleven GO Chrono Stones; queste ultime sono serie anime tratte da altri videogiochi della Level-5, della serie Inazuma Eleven. L'episodio 42 della serie televisiva Danball senki W è ambientato prima di questo film.